# Distrito de Rypin
Rypin (polaco: powiat rypiński) es un distrito (powiat) del voivodato de Cuyavia y Pomerania (Polonia). Fue constituido el 1 de enero de 1999 como resultado de la reforma del gobierno local de Polonia aprobada el año anterior. Limita con otros cinco distritos: al norte con Brodnica, al este con Żuromin, al sudeste con Sierpc, al suroeste con Lipno y al oeste con Golub-Dobrzyń; y está dividido en seis municipios (gmina): uno urbano (Rypin) y cinco rurales (Brzuze, Rogowo, Rypin, Skrwilno y Wąpielsk). En 2011, según la Oficina Central de Estadística polaca, el distrito tenía una superficie de 586,47 km² y una población de 43 843 habitantes.